# Brazil Expedíciós Hadsereg (első világháború)

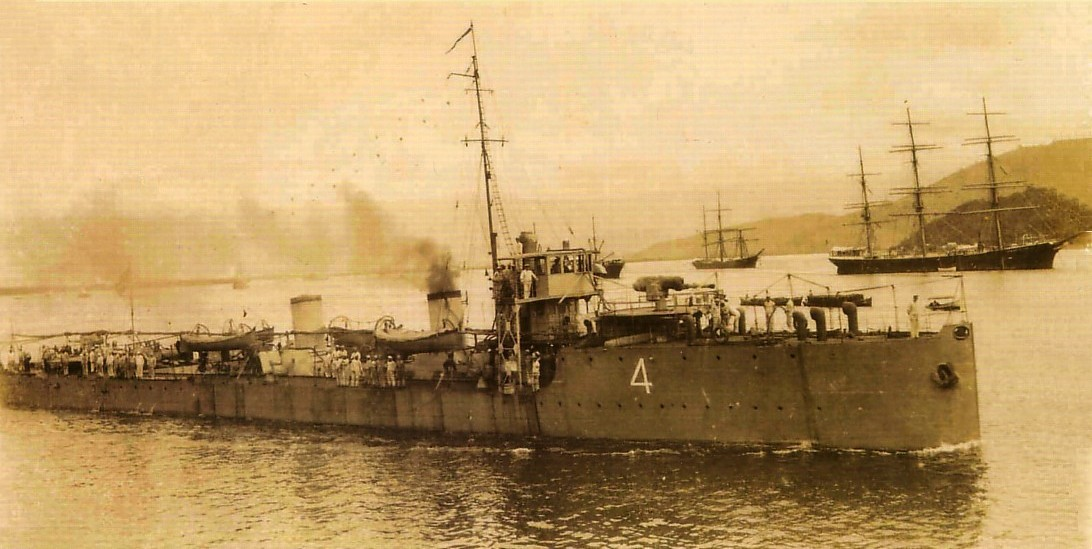
A Pará osztály rombolói
1918 körül

A Brazil Expedíciós Hadsereg azon katonai különítmény volt, amelyet az első világháborúban Brazília az európai frontra küldött.

## Története
Brazília szempontjából fontos tárgyalások zajlottak le Párizsban 1917. november 20. és december 3. között. Ekkor döntöttek a Brazíliából Európába küldött csapatok létszámáról. Elsősorban az orvosi misszió kérdését vitatták meg, azonban napirenden volt egy szárazföldi és egy tengerészeti kontingens kiküldése is. Emellett Brazília ígéretet tett, hogy néhány pilótájukat a brit, illetve a francia légierőhöz küldik szolgálatra, ezzel is erősítve az Antant légi fölényét.
A brazil haditengerészet a maga 8 hadihajójával támogatta a háborút, ezek 1918. augusztus 1-jén hagyták el Rio de Janeiro kikötőjét:
- Rio Grande do Sul gyorscirkáló,
- Bahia gyorscirkáló,
- Piauhy romboló,
- Rio Grande do Norte romboló,
- Parahyba romboló,
- Santa Catarina romboló,
- Tender Belmonte kisegítőhajó,
- Laurindo Pitta vontatóhajó.

A brazil haditengerészet brit felügyelőjévé Hischcot Grant tengernagyot nevezték ki, őt azonban nemsokára egy brazil tengerésztiszt, Pedro Max Fernando Frontin követte. A haditengerészet feladata főként járőrözés lett volna, azonban az Antant minden tagja máshová kívánta küldeni a frissen érkezett hajókat. Míg az olaszok a Földközi-tenger védelmére, a franciák a Gibraltár és Észak-Afrika védelmére, addig az amerikaiak a csapataikkal való szoros együttműködésre akarták felhasználni a brazil hajókat. Azonban, mire a brazil hajók elérték a Földközi-tengert, a háború véget ért, így nagyobb konfliktusokban már nem vettek részt.
A háború igen érzékenyen érintette Brazíliát, ugyanis a németek által elsüllyesztett kereskedelmi hajóik értékes szállítmányokkal vesztek el. Ezért a versailles-i béketárgyalásokon a brazil küldöttség vezetője, Epitácio Pessoa többször is felszólalt jóvátétel érdekében, azonban nem járt sikerrel.

## Képgaléria

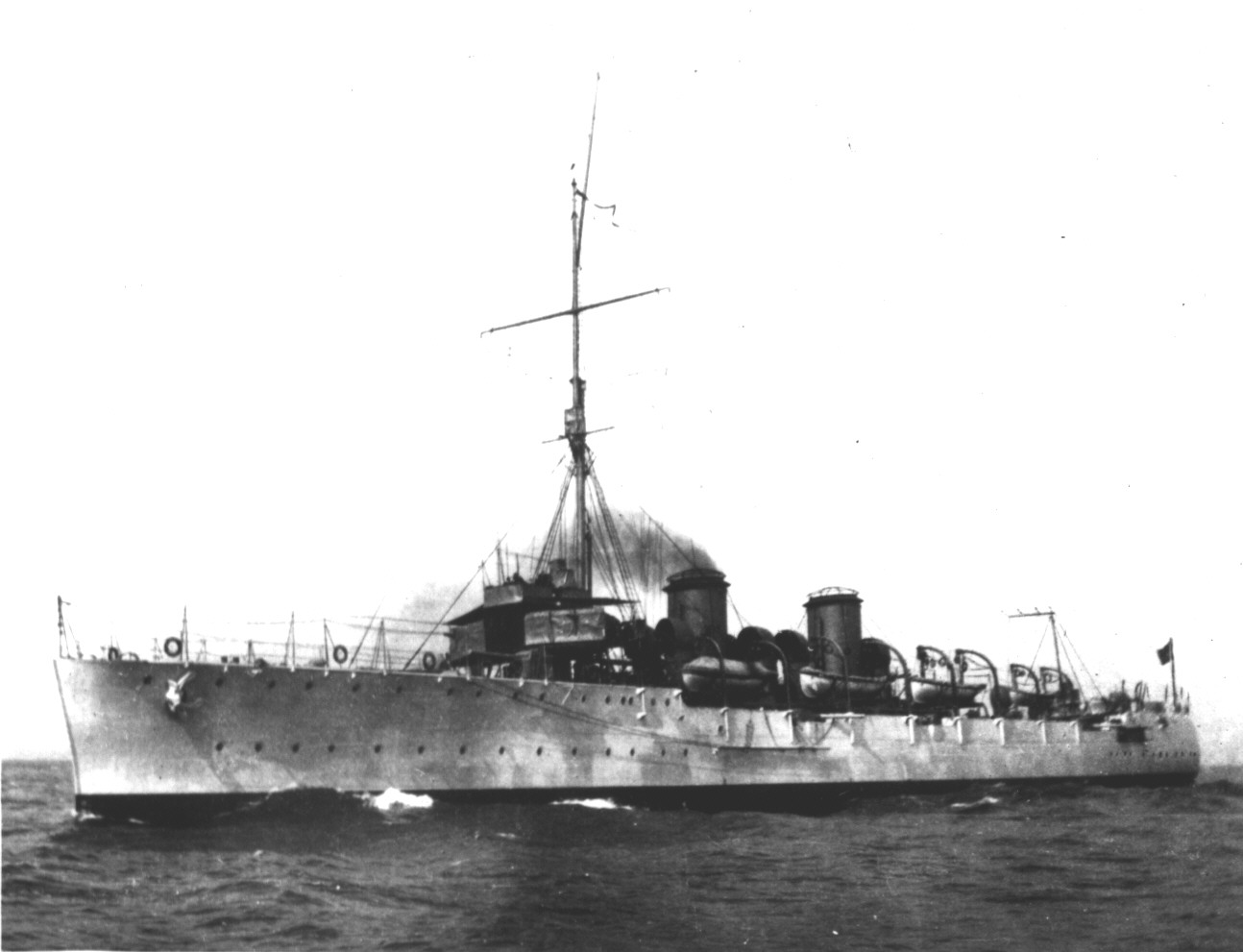
A Bahia cirkáló
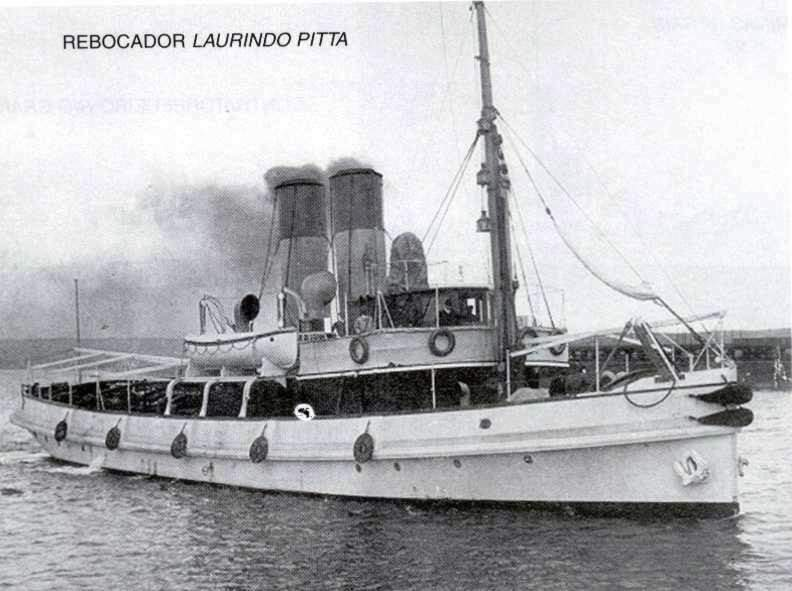
A Laurindo Pitta vontatóhajó

## Lásd még
- Brazília az első világháborúban
- Brazília
- Első világháború

## Fordítás
- Ez a szócikk részben vagy egészben  a   Brazil during World War I című angol Wikipédia-szócikk fordításán alapul.  Az eredeti cikk szerkesztőit annak laptörténete sorolja fel. Ez a jelzés csupán a megfogalmazás eredetét és a szerzői jogokat jelzi, nem szolgál a cikkben szereplő információk forrásmegjelöléseként.